# Dennis Gabor
Dennis Gabor (ungerska Gábor Dénes, ursprungligen Günszberg Denes), född 5 juni 1900 i Budapest, Ungern, död 9 februari 1979 i London, var en ungersk-brittisk fysiker och nobelpristagare.

## Biografi
Gabor föddes i en judisk familj och hette ursprungligen Günszberg Denes. År 1902 fick familjen tillstånd att byta efternamn till Gábor. Under första världskriget tjänstgjorde han inom det ungerska artilleriet i norra Italien och 1918 började han studera vid Tekniska universitet i Budapest. Han fortsatte sedan utbildningen vid Charlottenburgs tekniska universitet i Berlin. Han tog doktorsexamen 1927 med en avhandling om registrering av transienter i elektriska kretsar med katodstråleoscillograf.
År 1933 flydde Gabor från Nazityskland och kom till England där han började arbeta vid Thomson-Houstons utvecklingsavdelning i Rugby, Warwickshire. Det var under detta arbete som han 1947 uppfann holografin, men det var först efter utvecklingen av lasern som det första hologrammet kunde framställas.
Han gifte sig där med Marjorie Butler och blev brittisk medborgare 1946. År 1948 flyttade han till Imperial College i London och blev professor i fysik, ett arbete han uppehöll till sin avgång 1967.
Efter den snabba utvecklingen av lasrar och ett brett utbud av holografiska applikationer (t.ex. konst, lagring av information och igenkännandet av mönster) uppnådde Gabor ett erkännande och uppmärksamhet över hela världen under sin livstid. Han mottog Nobelpriset i fysik 1971 med motiveringen "för hans uppfinning och utveckling av den holografiska metoden".

## Utmärkelser
- 1956 – Medlem av Royal Society
- 1964 – Hedersmedlem i Hungarian Academy of Sciences
- 1964 – Fil. Dr. University of London
- 1967 – Colombuspriset av the International Institute for Communications,  Genua
- 1968 – Först Albert A. Michelson-medaljen från The Franklin Institute, Philadelphia
- 1968 – Rumfordmedaljen av Royal Society
- 1970 – Hedersdoktor vid University of Southampton
- 1970 – Medal of Honor of the Institute of Electrical and Electronics Engineers
- 1970 – Kommendör av Order of the British Empire (CBE)
- 1971 – Nobelpriset i fysik, för sin uppfinning och utveckling av holografiska metoder
- 1971 – Hedersdoktor vid Delft University of Technology
- 1972 – Holweckpriset av Société Française de Physique
- 2009 – Imperial College London öppnar Gabor Hall, a hall of residence uppkallad till hans ära.